# Linda Nilarve
Linda Annette Nilarve, född 3 juni 1970 i Huddinge församling i Stockholms län, är en svensk journalist. Hon är redaktör för Sveriges största nyhetsprogram, Rapport. Tidigare var Nilarve nyhetsankare i SVT och var under coronapandemin programledare för SVT:s satsning Helgstudion. Hon har jobbat mycket för SVT Forum där man fokuserar på politiska nyheter och var även programledare för ekonomiprogrammet Dina frågor om pengar samt en av programledarna på A-ekonomi.
Linda Nilarve började sin journalistiska bana som ungdomsreporter med ett eget ungdomsprogram på Radio Gotland. Hon arbetade även på sportredaktionen som reporter och programledare. Hon gick sedan vidare till studier på Uppsala universitet och lämnade journalistiken. 1995 återvände hon till Sveriges Radio och gick 1999 över till Sveriges Television där hon fortfarande är verksam.
Linda Nilarve var en tid gift Dahlberg och fick en dotter 1999. Efter skilsmässan antog hon namnet Nilarve. Numera är hon sambo med bokförläggaren och producenten Robert Wangeby (född 1975).
Nilarve medverkar 2017 i Fallet.